# ويليام ستيوارت (أحيائي)
ويليام ستيوارت (بالإنجليزية: William Stewart)‏ هو أحيائي بريطاني، ولد في 6 يونيو 1935.